# El Tepetate, Puebla
El Tepetate är en ort i Mexiko.   Den ligger i kommunen Xicotepec och delstaten Puebla, i den sydöstra delen av landet, 180 km nordost om huvudstaden Mexico City. El Tepetate ligger 184 meter över havet och antalet invånare är 593.
Terrängen runt El Tepetate är huvudsakligen kuperad, men norrut är den platt. El Tepetate ligger nere i en dal. Runt El Tepetate är det ganska tätbefolkat, med 134 invånare per kvadratkilometer. Närmaste större samhälle är Venustiano Carranza, 15,1 km nordost om El Tepetate. Omgivningarna runt El Tepetate är en mosaik av jordbruksmark och naturlig växtlighet.